# Clibanornis dendrocolaptoides
Clibanornis dendrocolaptoides е вид птица от семейство Furnariidae, единствен представител на род Clibanornis. Видът е почти застрашен от изчезване.

## Разпространение
Видът е разпространен в Аржентина, Бразилия и Парагвай.